# Филипинска змиорка
Филипинската змиорка (Anguilla luzonensis) е вид тропическа лъчеперка от семейство Змиоркови (Anguillidae). Видът е почти застрашен от изчезване.

## Разпространение
Видът е разпространен в река Пинаканауан на остров Лузон, във Филипините.